# 額田郡
- 令制国一覧 > 東海道 > 三河国 > 額田郡
- 日本 > 中部地方 > 愛知県 > 額田郡

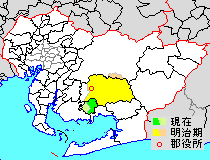
愛知県額田郡の位置（緑：幸田町 薄黄：後に他郡に編入された区域 薄緑：後に他郡から編入した区域）

額田郡（ぬかたぐん）は、愛知県（三河国）の郡。
人口41,907人、面積56.72km²、人口密度739人/km²。（2025年2月1日、推計人口）
以下の1町を含む。
- 幸田町（こうたちょう）

## 郡域
1878年（明治11年）に行政区画として発足した当時の郡域は、下記の区域にあたる。
- 岡崎市の大部分（矢作川以西および赤渋町、法性寺町、上和田町、宮地町、井内町、野畑町、下和田町、坂左右町、国正町、定国町より南西を除く）
- 豊田市の一部（下山田代町・田折町・蕪木町・蘭町）
- 幸田町の大部分（野場・永野・須美・六栗・逆川・上六栗・桐山を除く）

平成22年（2010年）の国勢調査に基づく面積は394.42k㎡、人口は307,442人。

## 歴史
郡名は出土木簡によると、古代では各田・農多とも表記されている。古代氏族の額田部（ぬかたのべ）に由来するという説のほか、ぬかるみの多い土地を意味する古語が転じたという説など諸説ある。戦国時代以降西三河における一大拠点のひとつとして台頭し、徳川家康の出身地となった。江戸時代には岡崎藩をはじめ奥殿藩や西大平藩などが設置されたほか、東海道の宿場町も設けられ郡域は発展した。

### 近世以降の沿革
- 寛永15年（1639年） - 宝飯郡栃原村が本郡に編入[1]。
- 寛永19年（1642年） - 宝飯郡荻村が本郡に編入[2]。
- 天和元年（1689年）頃 - 栃原村が乙女川と河原川の合流地点とその他の河原川流域で、栃原村と河原村に分かれる[1]。

- 『旧高旧領取調帳』に記載されている明治初年時点での支配は以下の通り。●は村内に寺社領が、○は寺社除地[3]が存在。 （28町1駅183村）

| 知行         | 知行                 | 村数      | 村名 |
| ------------ | -------------------- | --------- | --- |
| 幕府領       | 中泉代官所           | 1駅 5村   | 上細川村、市場村、●藤川駅、●明見村、鶫巣村、●芦谷村 |
| 幕府領       | 旗本領               | 37村      | ●真福寺村、保久村、田代村、富尾村、日影村、丸塚村、平針村、○蓬生村、柿平村、下衣文村、竹沢連村、笠井村、○生平村、赤田和村、大林村、丸平新田、●○竜泉寺村、●尾尻村、蓑川村、●雨山村、栃原村、●高隆寺村、鹿勝川村、馬頭村、保母村、丸山村、●鉢池村、●本宿村、横落村、荻村、坂崎村、●深溝村、土呂村、大谷村、●大草村、高須村、永井村 |
| 幕府領       | 中泉代官所・旗本領   | 8村       | 下細川村、寺平村、柳田村、岩堀村、長嶺村、北鷲田村、西脇村、高力村 |
| 藩領         | 三河岡崎藩           | 20町 84村 | ●○祐金町、横町、十王町、●投町、六地蔵町、能見町、上肴町、籠田町、久右衛門町、連尺町、●田町、伝馬町、材木町、両町、●裏町、下肴町、●伊賀村、井田村、●八町村、欠村、●能見村、松葉町、板屋町、唐沢町、●岩津村、八ツ木村、大樹寺村、上之里村、藪田村、日名村、東蔵前村、西阿知和村、東阿知和村、仁木村、上田代村、蕪木村、折地村、百々村、磯部村、西蔵前村、外山村、●米河内村、切山村、●上大門村、大内新田、中大門村、下大門村、安戸村、一色村、蘭村、小丸村、新居村、蔵次村、渡通津村、大ヶ谷村、北須山村、駒立村、柳村、●桜井寺村、切越村、須淵村、栗木村、田口村、箱柳村、法味村、高薄村、南須山村、大河村、小呂村、友久村、茅原沢村、秦梨村、古部村、○鍛治屋村、大山村、上毛呂村、下毛呂村、中畑村、板田村、岩谷村、大井野村、小楠村、桃ヶ久保村、●名ノ内村、麻生村、伊賀谷村、中保久村、土村、●池金村、●舞木村、●岡村、洞村、●下六名村、●久後村、下明大寺村、●上明大寺村、柱村、若松村、戸崎村、福島新田、羽根村、●針崎村、上六名村、国崎町 |
| 藩領         | 三河西大平藩         | 8村       | 鬼沢村、○中金村、上衣文村、大幡村、西大平村、大代村、河辺村、淡淵村 |
| 藩領         | 信濃竜岡藩           | 7村       | ●桑原村、川向村、宮石村、奥山田村、奥殿村、丹坂村、恵田村 |
| 藩領         | 三河西尾藩           | 6村       | 岩戸村、●才熊村、大平村、●山綱村、萱園村、山畑村 |
| 藩領         | 三河吉田藩           | 3村       | 生田村、上地村、●久保田村 |
| 藩領         | 美濃野村藩           | 3村       | 樫山村、細野村、光久村 |
| 藩領         | 陸奥磐城平藩         | 1村       | 寺野村 |
| 藩領         | 岡崎藩・西尾藩       | 1村       | 稲熊村 |
| 藩領         | 岡崎藩・磐城平藩     | 1村       | ●鳥川村 |
| 藩領         | 西大平藩・野村藩     | 2村       | 牧平村、滝尻村 |
| 幕府領・藩領 | 中泉代官所・岡崎藩   | 4村       | 井ノ口村、木下村、○亀穴村、石原村 |
| 幕府領・藩領 | 中泉代官所・西大平藩 | 2村       | 千万町村、桑谷村 |
| 幕府領・藩領 | 中泉代官所・吉田藩   | 1村       | 鷲田村 |
| 幕府領・藩領 | 旗本領・岡崎藩       | 1村       | 羽栗村 |
| 幕府領・藩領 | 旗本領・吉田藩       | 1村       | 小美村 |
| その他       | 寺社領               | 9町 7村   | 菅生町、六供、松本町、門前町、杉本町、八軒町、島町、極楽寺門前、中町、滝村、東上里村、鴨田村、門前村、平地村、片寄村、西明大寺村 |

- 慶応4年
  - 4月29日（1868年5月21日） - 幕府領・旗本領が三河裁判所の管轄となる。
  - 6月9日（1868年7月28日） - 三河裁判所の管轄区域が三河県の管轄となる。
  - 7月 - 戊辰戦争の処分により磐城平藩領が三河県の管轄となる。
  - 9月 - 三河県の管轄区域のうち旧磐城平藩領・旧幕府領および旧旗本領の大部分（丸平新田・鹿勝川村・丸山村・坂崎村・土呂村・大谷村・高須村・永井村・下細川村・岩堀村・北鷲田村・西脇村・高力村を除く）・吉田藩領の一部（鷲田村）が駿河府中藩領となる。
- 明治初年 - 菅生町が改称して菅生村となる。（27町1駅184村）
- 明治2年（27町1駅184村）
  - 6月24日（1869年8月1日） - 三河県の管轄区域が伊那県の管轄となる。
  - 8月7日（1869年9月12日） - 任知藩事により、吉田藩が豊橋藩に、府中藩が静岡藩にそれぞれ改称。
  - 下六名村の一部が分立して中六名村となる。
  - 西明大寺村が下明大寺村に合併。
- 明治4年
  - 6月2日（1871年7月19日） - 竜岡藩が廃藩。領地が伊那県の管轄となる。
  - 7月14日（1871年8月29日） - 廃藩置県により、藩領が岡崎県、西大平県、豊橋県、野村県、静岡県の管轄となる。
  - 11月15日（1871年12月26日） - 第1次府県統合により全域が額田県の管轄となる。
- 明治5年（31町1駅181村）
  - 11月27日（1872年12月27日） - 愛知県の管轄となる。
  - 六供が分割して岡崎六供町・岡崎八幡町となる。
  - 岡崎康生町・岡崎亀井町・岡崎福寿町が起立。
  - 岡崎城下各町のうち杉本町が杉本村に、極楽寺門前が岡崎蛤町にそれぞれ改称。残部が岡崎を冠称。
  - 菅生村が菅生町に改称。
  - 上毛呂村・下毛呂村が合併して毛呂村となる。
  - 山畑村が土呂村に、中六名村が下六名村にそれぞれ合併。
- 明治8年（1875年）（31町1駅178村）
  - 下明大寺村の一部が分立して西明大寺村となる。
  - 細野村・光久村が合併して細光村となる。
  - 丸塚村が日影村に、大谷村が上地村に、井ノ口村が柿平村にそれぞれ合併。
- 明治9年（1876年）（31町1駅170村）

- 井沢村 ← 竹沢連村、笠井村
- 六供村 ← 岡崎六供町、岡崎上肴町［一部］
- 大高味村 ← 法味村、高薄村、大河村

- 小久田村 ← 赤田和村、小楠村、桃ヶ久保村
- 菱池村 ← 岩堀村、西脇村、鷲田村
- 南大須村 ← 南須山村、大山村

- 明治11年（1878年）12月20日 - 郡区町村編制法の愛知県での施行により、行政区画としての額田郡が発足。郡役所が岡崎康生町に設置。同年、以下の各村の統合等が行われる。（26町139村）

- 細川村 ← 上細川村、下細川村
- 藤川村 ← 市場村、藤川駅、蓑川村
- 鍛埜村 ← 大林村、鍛治屋村、土村
- 河原村 ← 栃原村、河辺村
- 和合村 ← 馬頭村、生田村、平地村
- 夏山村 ← 平針村、柿平村、寺平村、鬼沢村、寺野村
- 福岡村 ← 土呂村、高須村、永井村、萱園村
- 桜形村 ← 柳田村、名ノ内村、麻生村
- 八帖村 ← 岡崎松葉町、八町村
- 上里村 ← 上之里村、東上里村

- 田折村 ← 上田代村、折地村
- 大門村 ← 上大門村、大内新田、中大門村、下大門村
- 大柳村 ← 大ヶ谷村、北須山村、柳村
- 才栗村 ← 栗木村、才熊村
- 岩中村 ← 中畑村、岩谷村
- 久後崎村 ← 国崎町、久後村
- 中伊村 ← 伊賀谷村、中保久村
- 明大寺村 ← 下明大寺村、上明大寺村、西明大寺村
- 梅園村 ← 杉本村、岡崎八軒町

- 丸平新田が丸山村に、尾尻村が龍泉寺村に、西大平村が大平村に、友久村が秦梨村に、門前村が上里村にそれぞれ合併。
- 岡崎下肴町が岡崎魚町に、菅生町が菅生村に、岡崎蛤町が中村にそれぞれ改称。

- 明治17年（1884年） - 磯部村が東蔵前村に合併。（26町138村）
- 明治19年（1886年） - 岡崎中町が岡崎能見町に合併。（25町138村）

### 町村制以降の沿革
- 明治22年（1889年）10月1日 - 町村制の施行により、以下の町村が発足。特記以外は現・岡崎市。（1町26村）

- 岡崎町 ← 岡崎康生町、岡崎連尺町、岡崎籠田町、岡崎横町、岡崎祐金町、岡崎十王町、岡崎島町、岡崎唐沢町、岡崎六地蔵町、岡崎伝馬町、岡崎両町、岡崎投町、岡崎裏町、岡崎門前町、岡崎久右衛門町、岡崎上肴町、岡崎亀井町、岡崎能見町、岡崎八幡町、岡崎松本町、岡崎福寿町、岡崎魚町、岡崎材木町、岡崎田町、岡崎板屋町、梅園村、六供村、中村、菅生村、八帖村
- 三島村 ← 上六名村、下六名村、明大寺村、福島新田、久後崎村
- 岡崎村 ← 柱村、針崎村、戸崎村、羽根村、若松村
- 福岡村 ← 福岡村、上地村
- 坂崎村 ← 坂崎村、久保田村、長嶺村（現・幸田町）
- 相見村 ← 大草村、高力村、北鷲田村、菱池村、横落村（現・幸田町）
- 深溝村 ← 深溝村、芦谷村、荻村（現・幸田町）
- 竜谷村 ← 桑谷村、竜泉寺村
- 藤川村（単独村制）
- 山中村 ← 羽栗村、舞木村、山綱村、池金村
- 本宿村 ← 本宿村、鉢地村、鶫巣村、大幡村、上衣文村
- 豊岡村 ← 樫山村、牧平村、鹿勝川村、桜井寺村、下衣文村
- 高富村 ← 淡淵村、細光村、片寄村、滝尻村、鳥川村
- 宮崎村 ← 亀穴村、明見村、石原村、中金村、大代村、河原村、雨山村
- 巴山村 ← 夏山村、木下村、千万町村
- 河合村 ← 才栗村、須淵村、岩戸村、生平村、茅原沢村、蓬生村、古部村、切越村、秦梨村
- 美合村 ← 岡村、和合村、保母村
- 男川村 ← 大平村、高隆寺村、小美村、丸山村、欠村、洞村
- 乙見村 ← 箱柳村、小呂村、稲熊村、板田村、田口村、大井野村、岩中村
- 形埜村 ← 切山村、桜形村、小久田村、毛呂村、井沢村、鍛埜村、南大須村、大高味村
- 下山村 ← 保久村、富尾村、外山村、一色村、中伊村（現・岡崎市）、田代村、田折村、蕪木村、蘭村（現・豊田市）
- 常磐村 ← 米河内村、滝村、安戸村、蔵次村、大柳村、小丸村、新居村
- 奥殿村 ← 奥殿村、川向村、渡通津村、日影村、桑原村、宮石村
- 細川村 ← 細川村、仁木村、奥山田村
- 岩津村 ← 岩津村、東蔵前村、西蔵前村、東阿知和村、西阿知和村、駒立村、丹坂村、恵田村、真福寺村、八ツ木村
- 大樹寺村 ← 鴨田村、大門村、上里村、百々村、藪田村、大樹寺村
- 広幡村 ← 伊賀村、井田村、能見村、日名村

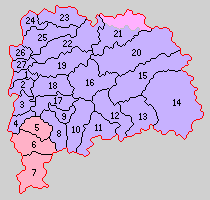
1.岡崎町 2.三島村 3.岡崎村 4.福岡村 5.坂崎村 6.相見村 7.深溝村 8.龍谷村 9.藤川村 10.山中村 11.本宿村 12.豊岡村 13.高富村 14.宮崎村 15.巴山村 16.河合村 17.美合村 18.男川村 19.乙見村 20.形埜村 21.下山村 22.常磐村 23.奥殿村 24.細川村 25.岩津村 26.大樹寺村 27.広幡村（紫：岡崎市 桃：豊田市 赤：幸田町）

- 明治23年（1890年）12月17日 - 巴山村が改称して栄枝村となる。（1町26村）
- 明治24年（1891年）4月1日 - 郡制を施行。
- 明治26年（1893年）11月8日 - 福岡村が町制施行して福岡町となる。（2町25村）
- 明治28年（1895年）5月13日 - 広幡村が町制施行して広幡町となる。（3町24村）
- 明治36年（1903年）1月4日 - 男川村の一部（欠村）が岡崎町に編入。（3町24村）
- 明治39年（1906年）5月1日 - 以下の町村の統合が行われる。いずれも新設合併。（3町15村）
  - 常磐村 ← 乙見村［箱柳・大井野・田口・岩中・板田］、常磐村
  - 岩津村 ← 大樹寺村、岩津村、細川村、奥殿村
  - 岡崎町 ← 岡崎町、三島村、乙見村［稲熊・小呂］
  - 広田村 ← 坂崎村、相見村、深溝村
  - 豊富村 ← 豊岡村、高富村、栄枝村［夏山］
  - 宮崎村 ← 宮崎村、栄枝村［千万町・木下］
- 明治41年（1908年）11月1日 - 広田村が改称して幸田村となる。（3町15村）
- 大正3年（1914年）10月1日 - 広幡町が岡崎町に編入。（2町15村）
- 大正5年（1916年）7月1日 - 岡崎町が市制施行して岡崎市となり、群より離脱。（1町15村）
- 大正12年（1923年）4月1日 - 郡会が廃止。郡役所は存続。
- 大正15年（1926年）7月1日 - 郡役所が廃止。以降は地域区分名称となる。
- 昭和3年（1928年）
  - 5月1日 - 岩津村が町制施行して岩津町となる。（2町14村）
  - 9月1日 - 岡崎村・美合村・男川村および常磐村の一部（箱柳）が岡崎市に編入。（2町11村）
- 昭和27年（1952年）4月1日 - 幸田村が町制施行して幸田町となる。（3町10村）
- 昭和29年（1954年）8月1日 - 幸田町が幡豆郡豊坂村と合併して幸田町が発足[11]。（3町10村）
- 昭和30年（1955年）2月1日 - 福岡町・竜谷村・藤川村・山中村・本宿村・河合村・常磐村・岩津町が岡崎市に編入。（1町4村）
- 昭和31年（1956年）9月30日（2町）
  - 豊富村・宮崎村・形埜村および下山村の一部（一色・外山・中伊・富尾・保久）が合併して額田町が発足。
  - 下山村の残部（田代・田折・蕪木・蘭）が東加茂郡下山村に編入。
- 平成15年（2003年）11月14日 - 幸田町が岡崎額田地区合併協議会への参加見送りを決定。
- 平成18年（2006年）1月1日 - 額田町が岡崎市に編入。（1町）

### 変遷表
| 明治22年以前            | 明治22年以前            | 明治22年以前 | 明治22年 10月1日 町村制施行 | 明治23年 - 明治33年          | 明治34年 - 明治45年          | 明治34年 - 明治45年         | 大正元年 - 大正15年         | 大正元年 - 大正15年       | 昭和元年 - 昭和64年        | 昭和元年 - 昭和64年                  | 平成元年 - 現在             | 現在   |
| ----------------------- | ----------------------- | ------------ | --------------------------- | ---------------------------- | ---------------------------- | --------------------------- | --------------------------- | ------------------------- | -------------------------- | ------------------------------------ | --------------------------- | ------ |
| 日名村                  | 日名村                  | 日名村       | 広幡村                      | 明治28年5月13日 町制 広幡町  | 広幡町                       | 広幡町                      | 大正3年10月1日 岡崎町に編入 | 大正5年7月1日 市制 岡崎市 | 岡崎市                     | 岡崎市                               | 岡崎市                      | 岡崎市 |
| 能見村                  |                         |              | 広幡村                      | 明治28年5月13日 町制 広幡町  | 広幡町                       | 広幡町                      | 大正3年10月1日 岡崎町に編入 | 大正5年7月1日 市制 岡崎市 | 岡崎市                     | 岡崎市                               | 岡崎市                      | 岡崎市 |
| 井田村                  |                         |              | 広幡村                      | 明治28年5月13日 町制 広幡町  | 広幡町                       | 広幡町                      | 大正3年10月1日 岡崎町に編入 | 大正5年7月1日 市制 岡崎市 | 岡崎市                     | 岡崎市                               | 岡崎市                      | 岡崎市 |
| 伊賀村                  |                         |              | 広幡村                      | 明治28年5月13日 町制 広幡町  | 広幡町                       | 広幡町                      | 大正3年10月1日 岡崎町に編入 | 大正5年7月1日 市制 岡崎市 | 岡崎市                     | 岡崎市                               | 岡崎市                      | 岡崎市 |
| 岡 崎 城 下             | 岡崎横町                | 岡崎横町     | 岡崎町                      | 岡崎町                       | 岡崎町                       | 岡崎町                      | 岡崎町                      | 大正5年7月1日 市制 岡崎市 | 岡崎市                     | 岡崎市                               | 岡崎市                      | 岡崎市 |
| 岡 崎 城 下             | 岡崎亀井町              |              | 岡崎町                      | 岡崎町                       | 岡崎町                       | 岡崎町                      | 岡崎町                      | 大正5年7月1日 市制 岡崎市 | 岡崎市                     | 岡崎市                               | 岡崎市                      | 岡崎市 |
| 岡 崎 城 下             | 岡崎久右衛門町          |              | 岡崎町                      | 岡崎町                       | 岡崎町                       | 岡崎町                      | 岡崎町                      | 大正5年7月1日 市制 岡崎市 | 岡崎市                     | 岡崎市                               | 岡崎市                      | 岡崎市 |
| 岡 崎 城 下             | 岡崎下肴町              | 魚町         | 岡崎町                      | 岡崎町                       | 岡崎町                       | 岡崎町                      | 岡崎町                      | 大正5年7月1日 市制 岡崎市 | 岡崎市                     | 岡崎市                               | 岡崎市                      | 岡崎市 |
| 岡 崎 城 下             | 岡崎康生町              |              | 岡崎町                      | 岡崎町                       | 岡崎町                       | 岡崎町                      | 岡崎町                      | 大正5年7月1日 市制 岡崎市 | 岡崎市                     | 岡崎市                               | 岡崎市                      | 岡崎市 |
| 岡 崎 城 下             | 岡崎材木町              |              | 岡崎町                      | 岡崎町                       | 岡崎町                       | 岡崎町                      | 岡崎町                      | 大正5年7月1日 市制 岡崎市 | 岡崎市                     | 岡崎市                               | 岡崎市                      | 岡崎市 |
| 岡 崎 城 下             | 岡崎十王町              |              | 岡崎町                      | 岡崎町                       | 岡崎町                       | 岡崎町                      | 岡崎町                      | 大正5年7月1日 市制 岡崎市 | 岡崎市                     | 岡崎市                               | 岡崎市                      | 岡崎市 |
| 岡 崎 城 下             | 岡崎松本町              |              | 岡崎町                      | 岡崎町                       | 岡崎町                       | 岡崎町                      | 岡崎町                      | 大正5年7月1日 市制 岡崎市 | 岡崎市                     | 岡崎市                               | 岡崎市                      | 岡崎市 |
| 岡 崎 城 下             | 岡崎伝馬町              |              | 岡崎町                      | 岡崎町                       | 岡崎町                       | 岡崎町                      | 岡崎町                      | 大正5年7月1日 市制 岡崎市 | 岡崎市                     | 岡崎市                               | 岡崎市                      | 岡崎市 |
| 岡 崎 城 下             | 岡崎田町                |              | 岡崎町                      | 岡崎町                       | 岡崎町                       | 岡崎町                      | 岡崎町                      | 大正5年7月1日 市制 岡崎市 | 岡崎市                     | 岡崎市                               | 岡崎市                      | 岡崎市 |
| 岡 崎 城 下             | 岡崎唐沢町              |              | 岡崎町                      | 岡崎町                       | 岡崎町                       | 岡崎町                      | 岡崎町                      | 大正5年7月1日 市制 岡崎市 | 岡崎市                     | 岡崎市                               | 岡崎市                      | 岡崎市 |
| 岡 崎 城 下             | 岡崎島町                |              | 岡崎町                      | 岡崎町                       | 岡崎町                       | 岡崎町                      | 岡崎町                      | 大正5年7月1日 市制 岡崎市 | 岡崎市                     | 岡崎市                               | 岡崎市                      | 岡崎市 |
| 岡 崎 城 下             | 岡崎投町                |              | 岡崎町                      | 岡崎町                       | 岡崎町                       | 岡崎町                      | 岡崎町                      | 大正5年7月1日 市制 岡崎市 | 岡崎市                     | 岡崎市                               | 岡崎市                      | 岡崎市 |
| 岡 崎 城 下             | 岡崎能見町              | 岡崎能見町   | 岡崎町                      | 岡崎町                       | 岡崎町                       | 岡崎町                      | 岡崎町                      | 大正5年7月1日 市制 岡崎市 | 岡崎市                     | 岡崎市                               | 岡崎市                      | 岡崎市 |
| 岡 崎 城 下             | 岡崎中町                | 岡崎能見町   | 岡崎町                      | 岡崎町                       | 岡崎町                       | 岡崎町                      | 岡崎町                      | 大正5年7月1日 市制 岡崎市 | 岡崎市                     | 岡崎市                               | 岡崎市                      | 岡崎市 |
| 岡 崎 城 下             | 岡崎八幡町              |              | 岡崎町                      | 岡崎町                       | 岡崎町                       | 岡崎町                      | 岡崎町                      | 大正5年7月1日 市制 岡崎市 | 岡崎市                     | 岡崎市                               | 岡崎市                      | 岡崎市 |
| 岡 崎 城 下             | 岡崎板屋町              |              | 岡崎町                      | 岡崎町                       | 岡崎町                       | 岡崎町                      | 岡崎町                      | 大正5年7月1日 市制 岡崎市 | 岡崎市                     | 岡崎市                               | 岡崎市                      | 岡崎市 |
| 岡 崎 城 下             | 岡崎福寿町              |              | 岡崎町                      | 岡崎町                       | 岡崎町                       | 岡崎町                      | 岡崎町                      | 大正5年7月1日 市制 岡崎市 | 岡崎市                     | 岡崎市                               | 岡崎市                      | 岡崎市 |
| 岡 崎 城 下             | 岡崎門前町              |              | 岡崎町                      | 岡崎町                       | 岡崎町                       | 岡崎町                      | 岡崎町                      | 大正5年7月1日 市制 岡崎市 | 岡崎市                     | 岡崎市                               | 岡崎市                      | 岡崎市 |
| 岡 崎 城 下             | 岡崎祐金町              |              | 岡崎町                      | 岡崎町                       | 岡崎町                       | 岡崎町                      | 岡崎町                      | 大正5年7月1日 市制 岡崎市 | 岡崎市                     | 岡崎市                               | 岡崎市                      | 岡崎市 |
| 岡 崎 城 下             | 岡崎裏町                |              | 岡崎町                      | 岡崎町                       | 岡崎町                       | 岡崎町                      | 岡崎町                      | 大正5年7月1日 市制 岡崎市 | 岡崎市                     | 岡崎市                               | 岡崎市                      | 岡崎市 |
| 岡 崎 城 下             | 岡崎両町                |              | 岡崎町                      | 岡崎町                       | 岡崎町                       | 岡崎町                      | 岡崎町                      | 大正5年7月1日 市制 岡崎市 | 岡崎市                     | 岡崎市                               | 岡崎市                      | 岡崎市 |
| 岡 崎 城 下             | 岡崎連尺町              |              | 岡崎町                      | 岡崎町                       | 岡崎町                       | 岡崎町                      | 岡崎町                      | 大正5年7月1日 市制 岡崎市 | 岡崎市                     | 岡崎市                               | 岡崎市                      | 岡崎市 |
| 岡 崎 城 下             | 岡崎六地蔵町            |              | 岡崎町                      | 岡崎町                       | 岡崎町                       | 岡崎町                      | 岡崎町                      | 大正5年7月1日 市制 岡崎市 | 岡崎市                     | 岡崎市                               | 岡崎市                      | 岡崎市 |
| 岡 崎 城 下             | 岡崎籠田町              |              | 岡崎町                      | 岡崎町                       | 岡崎町                       | 岡崎町                      | 岡崎町                      | 大正5年7月1日 市制 岡崎市 | 岡崎市                     | 岡崎市                               | 岡崎市                      | 岡崎市 |
| 岡 崎 城 下             | 岡崎上肴町              | 岡崎上肴町   | 岡崎町                      | 岡崎町                       | 岡崎町                       | 岡崎町                      | 岡崎町                      | 大正5年7月1日 市制 岡崎市 | 岡崎市                     | 岡崎市                               | 岡崎市                      | 岡崎市 |
| 岡 崎 城 下             | 岡崎上肴町              | 六供村       | 岡崎町                      | 岡崎町                       | 岡崎町                       | 岡崎町                      | 岡崎町                      | 大正5年7月1日 市制 岡崎市 | 岡崎市                     | 岡崎市                               | 岡崎市                      | 岡崎市 |
| 岡 崎 城 下             | 岡崎六供町              |              | 岡崎町                      | 岡崎町                       | 岡崎町                       | 岡崎町                      | 岡崎町                      | 大正5年7月1日 市制 岡崎市 | 岡崎市                     | 岡崎市                               | 岡崎市                      | 岡崎市 |
| 岡 崎 城 下             | 岡崎八軒町              | 梅園村       | 岡崎町                      | 岡崎町                       | 岡崎町                       | 岡崎町                      | 岡崎町                      | 大正5年7月1日 市制 岡崎市 | 岡崎市                     | 岡崎市                               | 岡崎市                      | 岡崎市 |
| 岡 崎 城 下             | 杉本村                  | 梅園村       | 岡崎町                      | 岡崎町                       | 岡崎町                       | 岡崎町                      | 岡崎町                      | 大正5年7月1日 市制 岡崎市 | 岡崎市                     | 岡崎市                               | 岡崎市                      | 岡崎市 |
| 岡 崎 城 下             | 岡崎松葉町              | 八帖村       | 岡崎町                      | 岡崎町                       | 岡崎町                       | 岡崎町                      | 岡崎町                      | 大正5年7月1日 市制 岡崎市 | 岡崎市                     | 岡崎市                               | 岡崎市                      | 岡崎市 |
| 八町村                  |                         | 八帖村       | 岡崎町                      | 岡崎町                       | 岡崎町                       | 岡崎町                      | 岡崎町                      | 大正5年7月1日 市制 岡崎市 | 岡崎市                     | 岡崎市                               | 岡崎市                      | 岡崎市 |
| 菅生町                  | 菅生町                  | 菅生村       | 岡崎町                      | 岡崎町                       | 岡崎町                       | 岡崎町                      | 岡崎町                      | 大正5年7月1日 市制 岡崎市 | 岡崎市                     | 岡崎市                               | 岡崎市                      | 岡崎市 |
| 極楽寺門前 （岡崎蛤町） | 極楽寺門前 （岡崎蛤町） | 中村         | 岡崎町                      | 岡崎町                       | 岡崎町                       | 岡崎町                      | 岡崎町                      | 大正5年7月1日 市制 岡崎市 | 岡崎市                     | 岡崎市                               | 岡崎市                      | 岡崎市 |
| 久後村                  | 久後村                  | 久後崎村     | 三島村                      | 三島村                       | 明治39年5月1日 岡崎町に編入  | 岡崎町                      | 岡崎町                      | 大正5年7月1日 市制 岡崎市 | 岡崎市                     | 岡崎市                               | 岡崎市                      | 岡崎市 |
| 国崎町                  |                         | 久後崎村     | 三島村                      | 三島村                       | 明治39年5月1日 岡崎町に編入  | 岡崎町                      | 岡崎町                      | 大正5年7月1日 市制 岡崎市 | 岡崎市                     | 岡崎市                               | 岡崎市                      | 岡崎市 |
| 下六名村                | 下六名村                | 下六名村     | 三島村                      | 三島村                       | 明治39年5月1日 岡崎町に編入  | 岡崎町                      | 岡崎町                      | 大正5年7月1日 市制 岡崎市 | 岡崎市                     | 岡崎市                               | 岡崎市                      | 岡崎市 |
| 中六名村                |                         | 下六名村     | 三島村                      | 三島村                       | 明治39年5月1日 岡崎町に編入  | 岡崎町                      | 岡崎町                      | 大正5年7月1日 市制 岡崎市 | 岡崎市                     | 岡崎市                               | 岡崎市                      | 岡崎市 |
| 上六名村                |                         |              | 三島村                      | 三島村                       | 明治39年5月1日 岡崎町に編入  | 岡崎町                      | 岡崎町                      | 大正5年7月1日 市制 岡崎市 | 岡崎市                     | 岡崎市                               | 岡崎市                      | 岡崎市 |
| 上明大寺村              | 上明大寺村              | 明大寺村     | 三島村                      | 三島村                       | 明治39年5月1日 岡崎町に編入  | 岡崎町                      | 岡崎町                      | 大正5年7月1日 市制 岡崎市 | 岡崎市                     | 岡崎市                               | 岡崎市                      | 岡崎市 |
| 下明大寺村              |                         | 明大寺村     | 三島村                      | 三島村                       | 明治39年5月1日 岡崎町に編入  | 岡崎町                      | 岡崎町                      | 大正5年7月1日 市制 岡崎市 | 岡崎市                     | 岡崎市                               | 岡崎市                      | 岡崎市 |
| 西明大寺村              |                         | 明大寺村     | 三島村                      | 三島村                       | 明治39年5月1日 岡崎町に編入  | 岡崎町                      | 岡崎町                      | 大正5年7月1日 市制 岡崎市 | 岡崎市                     | 岡崎市                               | 岡崎市                      | 岡崎市 |
| 福島新田                |                         |              | 三島村                      | 三島村                       | 明治39年5月1日 岡崎町に編入  | 岡崎町                      | 岡崎町                      | 大正5年7月1日 市制 岡崎市 | 岡崎市                     | 岡崎市                               | 岡崎市                      | 岡崎市 |
| 欠村                    | 欠村                    | 欠村         | 男川村                      | 男川村                       | 明治35年9月23日 岡崎町に編入 | 岡崎町                      | 岡崎町                      | 大正5年7月1日 市制 岡崎市 | 岡崎市                     | 岡崎市                               | 岡崎市                      | 岡崎市 |
| 大平村                  | 大平村                  | 大平村       | 男川村                      | 男川村                       | 男川村                       | 男川村                      | 男川村                      | 男川村                    | 昭和3年9月1日 岡崎市に編入 | 岡崎市                               | 岡崎市                      | 岡崎市 |
| 西大平村                |                         | 大平村       | 男川村                      | 男川村                       | 男川村                       | 男川村                      | 男川村                      | 男川村                    | 昭和3年9月1日 岡崎市に編入 | 岡崎市                               | 岡崎市                      | 岡崎市 |
| 丸山村                  | 丸山村                  | 丸山村       | 男川村                      | 男川村                       | 男川村                       | 男川村                      | 男川村                      | 男川村                    | 昭和3年9月1日 岡崎市に編入 | 岡崎市                               | 岡崎市                      | 岡崎市 |
| 丸平新田                |                         | 丸山村       | 男川村                      | 男川村                       | 男川村                       | 男川村                      | 男川村                      | 男川村                    | 昭和3年9月1日 岡崎市に編入 | 岡崎市                               | 岡崎市                      | 岡崎市 |
| 小美村                  |                         |              | 男川村                      | 男川村                       | 男川村                       | 男川村                      | 男川村                      | 男川村                    | 昭和3年9月1日 岡崎市に編入 | 岡崎市                               | 岡崎市                      | 岡崎市 |
| 高隆寺村                |                         |              | 男川村                      | 男川村                       | 男川村                       | 男川村                      | 男川村                      | 男川村                    | 昭和3年9月1日 岡崎市に編入 | 岡崎市                               | 岡崎市                      | 岡崎市 |
| 洞村                    |                         |              | 男川村                      | 男川村                       | 男川村                       | 男川村                      | 男川村                      | 男川村                    | 昭和3年9月1日 岡崎市に編入 | 岡崎市                               | 岡崎市                      | 岡崎市 |
| 馬頭村                  | 馬頭村                  | 和合村       | 美合村                      | 美合村                       | 美合村                       | 美合村                      | 美合村                      | 美合村                    | 昭和3年9月1日 岡崎市に編入 | 岡崎市                               | 岡崎市                      | 岡崎市 |
| 生田村                  |                         | 和合村       | 美合村                      | 美合村                       | 美合村                       | 美合村                      | 美合村                      | 美合村                    | 昭和3年9月1日 岡崎市に編入 | 岡崎市                               | 岡崎市                      | 岡崎市 |
| 平地村                  |                         | 和合村       | 美合村                      | 美合村                       | 美合村                       | 美合村                      | 美合村                      | 美合村                    | 昭和3年9月1日 岡崎市に編入 | 岡崎市                               | 岡崎市                      | 岡崎市 |
| 岡村                    |                         |              | 美合村                      | 美合村                       | 美合村                       | 美合村                      | 美合村                      | 美合村                    | 昭和3年9月1日 岡崎市に編入 | 岡崎市                               | 岡崎市                      | 岡崎市 |
| 保母村                  |                         |              | 美合村                      | 美合村                       | 美合村                       | 美合村                      | 美合村                      | 美合村                    | 昭和3年9月1日 岡崎市に編入 | 岡崎市                               | 岡崎市                      | 岡崎市 |
| 羽根村                  | 羽根村                  | 羽根村       | 岡崎村                      | 岡崎村                       | 岡崎村                       | 岡崎村                      | 岡崎村                      | 岡崎村                    | 昭和3年9月1日 岡崎市に編入 | 岡崎市                               | 岡崎市                      | 岡崎市 |
| 柱村                    |                         |              | 岡崎村                      | 岡崎村                       | 岡崎村                       | 岡崎村                      | 岡崎村                      | 岡崎村                    | 昭和3年9月1日 岡崎市に編入 | 岡崎市                               | 岡崎市                      | 岡崎市 |
| 戸崎村                  |                         |              | 岡崎村                      | 岡崎村                       | 岡崎村                       | 岡崎村                      | 岡崎村                      | 岡崎村                    | 昭和3年9月1日 岡崎市に編入 | 岡崎市                               | 岡崎市                      | 岡崎市 |
| 若松村                  |                         |              | 岡崎村                      | 岡崎村                       | 岡崎村                       | 岡崎村                      | 岡崎村                      | 岡崎村                    | 昭和3年9月1日 岡崎市に編入 | 岡崎市                               | 岡崎市                      | 岡崎市 |
| 針崎村                  |                         |              | 岡崎村                      | 岡崎村                       | 岡崎村                       | 岡崎村                      | 岡崎村                      | 岡崎村                    | 昭和3年9月1日 岡崎市に編入 | 岡崎市                               | 岡崎市                      | 岡崎市 |
| 箱柳村                  | 箱柳村                  | 箱柳村       | 乙見村                      | 乙見村                       | 明治39年7月1日 合併 常磐村   | 明治39年7月1日 合併 常磐村  | 常磐村                      | 常磐村                    | 昭和3年9月1日 岡崎市に編入 | 岡崎市                               | 岡崎市                      | 岡崎市 |
| 田口村                  | 田口村                  | 田口村       | 乙見村                      | 乙見村                       | 明治39年7月1日 合併 常磐村   | 明治39年7月1日 合併 常磐村  | 常磐村                      | 常磐村                    | 常磐村                     | 昭和30年2月1日 岡崎市に編入          | 岡崎市                      | 岡崎市 |
| 板田村                  |                         |              | 乙見村                      | 乙見村                       | 明治39年7月1日 合併 常磐村   | 明治39年7月1日 合併 常磐村  | 常磐村                      | 常磐村                    | 常磐村                     | 昭和30年2月1日 岡崎市に編入          | 岡崎市                      | 岡崎市 |
| 大井野村                |                         |              | 乙見村                      | 乙見村                       | 明治39年7月1日 合併 常磐村   | 明治39年7月1日 合併 常磐村  | 常磐村                      | 常磐村                    | 常磐村                     | 昭和30年2月1日 岡崎市に編入          | 岡崎市                      | 岡崎市 |
| 岩谷村                  | 岩谷村                  | 岩中村       | 乙見村                      | 乙見村                       | 明治39年7月1日 合併 常磐村   | 明治39年7月1日 合併 常磐村  | 常磐村                      | 常磐村                    | 常磐村                     | 昭和30年2月1日 岡崎市に編入          | 岡崎市                      | 岡崎市 |
| 中畑村                  |                         | 岩中村       | 乙見村                      | 乙見村                       | 明治39年7月1日 合併 常磐村   | 明治39年7月1日 合併 常磐村  | 常磐村                      | 常磐村                    | 常磐村                     | 昭和30年2月1日 岡崎市に編入          | 岡崎市                      | 岡崎市 |
| 小呂村                  |                         |              | 乙見村                      | 乙見村                       | 明治39年7月1日 合併 常磐村   | 明治39年7月1日 合併 常磐村  | 常磐村                      | 常磐村                    | 常磐村                     | 昭和30年2月1日 岡崎市に編入          | 岡崎市                      | 岡崎市 |
| 稲熊村                  |                         |              | 乙見村                      | 乙見村                       | 明治39年7月1日 合併 常磐村   | 明治39年7月1日 合併 常磐村  | 常磐村                      | 常磐村                    | 常磐村                     | 昭和30年2月1日 岡崎市に編入          | 岡崎市                      | 岡崎市 |
| 滝村                    | 滝村                    | 滝村         | 常磐村                      | 常磐村                       | 明治39年7月1日 合併 常磐村   | 明治39年7月1日 合併 常磐村  | 常磐村                      | 常磐村                    | 常磐村                     | 昭和30年2月1日 岡崎市に編入          | 岡崎市                      | 岡崎市 |
| 米河内村                |                         |              | 常磐村                      | 常磐村                       | 明治39年7月1日 合併 常磐村   | 明治39年7月1日 合併 常磐村  | 常磐村                      | 常磐村                    | 常磐村                     | 昭和30年2月1日 岡崎市に編入          | 岡崎市                      | 岡崎市 |
| 安戸村                  |                         |              | 常磐村                      | 常磐村                       | 明治39年7月1日 合併 常磐村   | 明治39年7月1日 合併 常磐村  | 常磐村                      | 常磐村                    | 常磐村                     | 昭和30年2月1日 岡崎市に編入          | 岡崎市                      | 岡崎市 |
| 小丸村                  |                         |              | 常磐村                      | 常磐村                       | 明治39年7月1日 合併 常磐村   | 明治39年7月1日 合併 常磐村  | 常磐村                      | 常磐村                    | 常磐村                     | 昭和30年2月1日 岡崎市に編入          | 岡崎市                      | 岡崎市 |
| 新居村                  |                         |              | 常磐村                      | 常磐村                       | 明治39年7月1日 合併 常磐村   | 明治39年7月1日 合併 常磐村  | 常磐村                      | 常磐村                    | 常磐村                     | 昭和30年2月1日 岡崎市に編入          | 岡崎市                      | 岡崎市 |
| 蔵次村                  |                         |              | 常磐村                      | 常磐村                       | 明治39年7月1日 合併 常磐村   | 明治39年7月1日 合併 常磐村  | 常磐村                      | 常磐村                    | 常磐村                     | 昭和30年2月1日 岡崎市に編入          | 岡崎市                      | 岡崎市 |
| 大ケ谷村                | 大ケ谷村                | 大柳村       | 常磐村                      | 常磐村                       | 明治39年7月1日 合併 常磐村   | 明治39年7月1日 合併 常磐村  | 常磐村                      | 常磐村                    | 常磐村                     | 昭和30年2月1日 岡崎市に編入          | 岡崎市                      | 岡崎市 |
| 柳村                    |                         | 大柳村       | 常磐村                      | 常磐村                       | 明治39年7月1日 合併 常磐村   | 明治39年7月1日 合併 常磐村  | 常磐村                      | 常磐村                    | 常磐村                     | 昭和30年2月1日 岡崎市に編入          | 岡崎市                      | 岡崎市 |
| 北須山村                |                         | 大柳村       | 常磐村                      | 常磐村                       | 明治39年7月1日 合併 常磐村   | 明治39年7月1日 合併 常磐村  | 常磐村                      | 常磐村                    | 常磐村                     | 昭和30年2月1日 岡崎市に編入          | 岡崎市                      | 岡崎市 |
| 岩津村                  | 岩津村                  | 岩津村       | 岩津村                      | 岩津村                       | 明治39年7月1日 合併 岩津村   | 明治39年7月1日 合併 岩津村  | 岩津村                      | 岩津村                    | 昭和3年5月1日 町制 岩津町  | 昭和30年2月1日 岡崎市に編入          | 岡崎市                      | 岡崎市 |
| 八ツ木村                |                         |              | 岩津村                      | 岩津村                       | 明治39年7月1日 合併 岩津村   | 明治39年7月1日 合併 岩津村  | 岩津村                      | 岩津村                    | 昭和3年5月1日 町制 岩津町  | 昭和30年2月1日 岡崎市に編入          | 岡崎市                      | 岡崎市 |
| 西阿知和村              |                         |              | 岩津村                      | 岩津村                       | 明治39年7月1日 合併 岩津村   | 明治39年7月1日 合併 岩津村  | 岩津村                      | 岩津村                    | 昭和3年5月1日 町制 岩津町  | 昭和30年2月1日 岡崎市に編入          | 岡崎市                      | 岡崎市 |
| 東阿知和村              |                         |              | 岩津村                      | 岩津村                       | 明治39年7月1日 合併 岩津村   | 明治39年7月1日 合併 岩津村  | 岩津村                      | 岩津村                    | 昭和3年5月1日 町制 岩津町  | 昭和30年2月1日 岡崎市に編入          | 岡崎市                      | 岡崎市 |
| 真福寺村                |                         |              | 岩津村                      | 岩津村                       | 明治39年7月1日 合併 岩津村   | 明治39年7月1日 合併 岩津村  | 岩津村                      | 岩津村                    | 昭和3年5月1日 町制 岩津町  | 昭和30年2月1日 岡崎市に編入          | 岡崎市                      | 岡崎市 |
| 西蔵前村                |                         |              | 岩津村                      | 岩津村                       | 明治39年7月1日 合併 岩津村   | 明治39年7月1日 合併 岩津村  | 岩津村                      | 岩津村                    | 昭和3年5月1日 町制 岩津町  | 昭和30年2月1日 岡崎市に編入          | 岡崎市                      | 岡崎市 |
| 東蔵前村                | 東蔵前村                | 東蔵前村     | 岩津村                      | 岩津村                       | 明治39年7月1日 合併 岩津村   | 明治39年7月1日 合併 岩津村  | 岩津村                      | 岩津村                    | 昭和3年5月1日 町制 岩津町  | 昭和30年2月1日 岡崎市に編入          | 岡崎市                      | 岡崎市 |
| 磯部村                  |                         | 東蔵前村     | 岩津村                      | 岩津村                       | 明治39年7月1日 合併 岩津村   | 明治39年7月1日 合併 岩津村  | 岩津村                      | 岩津村                    | 昭和3年5月1日 町制 岩津町  | 昭和30年2月1日 岡崎市に編入          | 岡崎市                      | 岡崎市 |
| 丹坂村                  |                         |              | 岩津村                      | 岩津村                       | 明治39年7月1日 合併 岩津村   | 明治39年7月1日 合併 岩津村  | 岩津村                      | 岩津村                    | 昭和3年5月1日 町制 岩津町  | 昭和30年2月1日 岡崎市に編入          | 岡崎市                      | 岡崎市 |
| 恵田村                  |                         |              | 岩津村                      | 岩津村                       | 明治39年7月1日 合併 岩津村   | 明治39年7月1日 合併 岩津村  | 岩津村                      | 岩津村                    | 昭和3年5月1日 町制 岩津町  | 昭和30年2月1日 岡崎市に編入          | 岡崎市                      | 岡崎市 |
| 駒立村                  |                         |              | 岩津村                      | 岩津村                       | 明治39年7月1日 合併 岩津村   | 明治39年7月1日 合併 岩津村  | 岩津村                      | 岩津村                    | 昭和3年5月1日 町制 岩津町  | 昭和30年2月1日 岡崎市に編入          | 岡崎市                      | 岡崎市 |
| 奥殿村                  | 奥殿村                  | 奥殿村       | 奥殿村                      | 奥殿村                       | 明治39年7月1日 合併 岩津村   | 明治39年7月1日 合併 岩津村  | 岩津村                      | 岩津村                    | 昭和3年5月1日 町制 岩津町  | 昭和30年2月1日 岡崎市に編入          | 岡崎市                      | 岡崎市 |
| 桑原村                  |                         |              | 奥殿村                      | 奥殿村                       | 明治39年7月1日 合併 岩津村   | 明治39年7月1日 合併 岩津村  | 岩津村                      | 岩津村                    | 昭和3年5月1日 町制 岩津町  | 昭和30年2月1日 岡崎市に編入          | 岡崎市                      | 岡崎市 |
| 川向村                  |                         |              | 奥殿村                      | 奥殿村                       | 明治39年7月1日 合併 岩津村   | 明治39年7月1日 合併 岩津村  | 岩津村                      | 岩津村                    | 昭和3年5月1日 町制 岩津町  | 昭和30年2月1日 岡崎市に編入          | 岡崎市                      | 岡崎市 |
| 宮石村                  |                         |              | 奥殿村                      | 奥殿村                       | 明治39年7月1日 合併 岩津村   | 明治39年7月1日 合併 岩津村  | 岩津村                      | 岩津村                    | 昭和3年5月1日 町制 岩津町  | 昭和30年2月1日 岡崎市に編入          | 岡崎市                      | 岡崎市 |
| 渡通津村                |                         |              | 奥殿村                      | 奥殿村                       | 明治39年7月1日 合併 岩津村   | 明治39年7月1日 合併 岩津村  | 岩津村                      | 岩津村                    | 昭和3年5月1日 町制 岩津町  | 昭和30年2月1日 岡崎市に編入          | 岡崎市                      | 岡崎市 |
| 日影村                  |                         |              | 奥殿村                      | 奥殿村                       | 明治39年7月1日 合併 岩津村   | 明治39年7月1日 合併 岩津村  | 岩津村                      | 岩津村                    | 昭和3年5月1日 町制 岩津町  | 昭和30年2月1日 岡崎市に編入          | 岡崎市                      | 岡崎市 |
| 上細川村                | 上細川村                | 細川村       | 細川村                      | 細川村                       | 明治39年7月1日 合併 岩津村   | 明治39年7月1日 合併 岩津村  | 岩津村                      | 岩津村                    | 昭和3年5月1日 町制 岩津町  | 昭和30年2月1日 岡崎市に編入          | 岡崎市                      | 岡崎市 |
| 下細川村                |                         | 細川村       | 細川村                      | 細川村                       | 明治39年7月1日 合併 岩津村   | 明治39年7月1日 合併 岩津村  | 岩津村                      | 岩津村                    | 昭和3年5月1日 町制 岩津町  | 昭和30年2月1日 岡崎市に編入          | 岡崎市                      | 岡崎市 |
| 仁木村                  |                         |              | 細川村                      | 細川村                       | 明治39年7月1日 合併 岩津村   | 明治39年7月1日 合併 岩津村  | 岩津村                      | 岩津村                    | 昭和3年5月1日 町制 岩津町  | 昭和30年2月1日 岡崎市に編入          | 岡崎市                      | 岡崎市 |
| 奥山田村                |                         |              | 細川村                      | 細川村                       | 明治39年7月1日 合併 岩津村   | 明治39年7月1日 合併 岩津村  | 岩津村                      | 岩津村                    | 昭和3年5月1日 町制 岩津町  | 昭和30年2月1日 岡崎市に編入          | 岡崎市                      | 岡崎市 |
| 大樹寺村                | 大樹寺村                | 大樹寺村     | 大樹寺村                    | 大樹寺村                     | 明治39年7月1日 合併 岩津村   | 明治39年7月1日 合併 岩津村  | 岩津村                      | 岩津村                    | 昭和3年5月1日 町制 岩津町  | 昭和30年2月1日 岡崎市に編入          | 岡崎市                      | 岡崎市 |
| 大門村                  |                         |              | 大樹寺村                    | 大樹寺村                     | 明治39年7月1日 合併 岩津村   | 明治39年7月1日 合併 岩津村  | 岩津村                      | 岩津村                    | 昭和3年5月1日 町制 岩津町  | 昭和30年2月1日 岡崎市に編入          | 岡崎市                      | 岡崎市 |
| 上里村                  |                         |              | 大樹寺村                    | 大樹寺村                     | 明治39年7月1日 合併 岩津村   | 明治39年7月1日 合併 岩津村  | 岩津村                      | 岩津村                    | 昭和3年5月1日 町制 岩津町  | 昭和30年2月1日 岡崎市に編入          | 岡崎市                      | 岡崎市 |
| 鴨田村                  |                         |              | 大樹寺村                    | 大樹寺村                     | 明治39年7月1日 合併 岩津村   | 明治39年7月1日 合併 岩津村  | 岩津村                      | 岩津村                    | 昭和3年5月1日 町制 岩津町  | 昭和30年2月1日 岡崎市に編入          | 岡崎市                      | 岡崎市 |
| 薮田村                  |                         |              | 大樹寺村                    | 大樹寺村                     | 明治39年7月1日 合併 岩津村   | 明治39年7月1日 合併 岩津村  | 岩津村                      | 岩津村                    | 昭和3年5月1日 町制 岩津町  | 昭和30年2月1日 岡崎市に編入          | 岡崎市                      | 岡崎市 |
| 百々村                  |                         |              | 大樹寺村                    | 大樹寺村                     | 明治39年7月1日 合併 岩津村   | 明治39年7月1日 合併 岩津村  | 岩津村                      | 岩津村                    | 昭和3年5月1日 町制 岩津町  | 昭和30年2月1日 岡崎市に編入          | 岡崎市                      | 岡崎市 |
| 土呂村                  | 土呂村                  | 福岡村       | 福岡村                      | 明治26年11月8日 町制 福岡町  | 福岡町                       | 福岡町                      | 福岡町                      | 福岡町                    | 福岡町                     | 昭和30年2月1日 岡崎市に編入          | 岡崎市                      | 岡崎市 |
| 山畑村                  |                         | 福岡村       | 福岡村                      | 明治26年11月8日 町制 福岡町  | 福岡町                       | 福岡町                      | 福岡町                      | 福岡町                    | 福岡町                     | 昭和30年2月1日 岡崎市に編入          | 岡崎市                      | 岡崎市 |
| 高須村                  |                         | 福岡村       | 福岡村                      | 明治26年11月8日 町制 福岡町  | 福岡町                       | 福岡町                      | 福岡町                      | 福岡町                    | 福岡町                     | 昭和30年2月1日 岡崎市に編入          | 岡崎市                      | 岡崎市 |
| 萱園村                  |                         | 福岡村       | 福岡村                      | 明治26年11月8日 町制 福岡町  | 福岡町                       | 福岡町                      | 福岡町                      | 福岡町                    | 福岡町                     | 昭和30年2月1日 岡崎市に編入          | 岡崎市                      | 岡崎市 |
| 永井村                  |                         | 福岡村       | 福岡村                      | 明治26年11月8日 町制 福岡町  | 福岡町                       | 福岡町                      | 福岡町                      | 福岡町                    | 福岡町                     | 昭和30年2月1日 岡崎市に編入          | 岡崎市                      | 岡崎市 |
| 上地村                  | 上地村                  | 上地村       | 福岡村                      | 明治26年11月8日 町制 福岡町  | 福岡町                       | 福岡町                      | 福岡町                      | 福岡町                    | 福岡町                     | 昭和30年2月1日 岡崎市に編入          | 岡崎市                      | 岡崎市 |
| 大谷村                  |                         | 上地村       | 福岡村                      | 明治26年11月8日 町制 福岡町  | 福岡町                       | 福岡町                      | 福岡町                      | 福岡町                    | 福岡町                     | 昭和30年2月1日 岡崎市に編入          | 岡崎市                      | 岡崎市 |
| 本宿村                  | 本宿村                  | 本宿村       | 本宿村                      | 本宿村                       | 本宿村                       | 本宿村                      | 本宿村                      | 本宿村                    | 本宿村                     | 昭和30年2月1日 岡崎市に編入          | 岡崎市                      | 岡崎市 |
| 上衣文村                |                         |              | 本宿村                      | 本宿村                       | 本宿村                       | 本宿村                      | 本宿村                      | 本宿村                    | 本宿村                     | 昭和30年2月1日 岡崎市に編入          | 岡崎市                      | 岡崎市 |
| 大幡村                  |                         |              | 本宿村                      | 本宿村                       | 本宿村                       | 本宿村                      | 本宿村                      | 本宿村                    | 本宿村                     | 昭和30年2月1日 岡崎市に編入          | 岡崎市                      | 岡崎市 |
| 鶇巣村                  |                         |              | 本宿村                      | 本宿村                       | 本宿村                       | 本宿村                      | 本宿村                      | 本宿村                    | 本宿村                     | 昭和30年2月1日 岡崎市に編入          | 岡崎市                      | 岡崎市 |
| 鉢地村                  |                         |              | 本宿村                      | 本宿村                       | 本宿村                       | 本宿村                      | 本宿村                      | 本宿村                    | 本宿村                     | 昭和30年2月1日 岡崎市に編入          | 岡崎市                      | 岡崎市 |
| 龍泉寺村                | 龍泉寺村                | 龍泉寺村     | 龍谷村                      | 龍谷村                       | 龍谷村                       | 龍谷村                      | 龍谷村                      | 龍谷村                    | 龍谷村                     | 昭和30年2月1日 岡崎市に編入          | 岡崎市                      | 岡崎市 |
| 尾尻村                  |                         | 龍泉寺村     | 龍谷村                      | 龍谷村                       | 龍谷村                       | 龍谷村                      | 龍谷村                      | 龍谷村                    | 龍谷村                     | 昭和30年2月1日 岡崎市に編入          | 岡崎市                      | 岡崎市 |
| 桑谷村                  |                         |              | 龍谷村                      | 龍谷村                       | 龍谷村                       | 龍谷村                      | 龍谷村                      | 龍谷村                    | 龍谷村                     | 昭和30年2月1日 岡崎市に編入          | 岡崎市                      | 岡崎市 |
| 才熊村                  | 才熊村                  | 才栗村       | 河合村                      | 河合村                       | 河合村                       | 河合村                      | 河合村                      | 河合村                    | 河合村                     | 昭和30年2月1日 岡崎市に編入          | 岡崎市                      | 岡崎市 |
| 栗木村                  |                         | 才栗村       | 河合村                      | 河合村                       | 河合村                       | 河合村                      | 河合村                      | 河合村                    | 河合村                     | 昭和30年2月1日 岡崎市に編入          | 岡崎市                      | 岡崎市 |
| 秦梨村                  | 秦梨村                  | 秦梨村       | 河合村                      | 河合村                       | 河合村                       | 河合村                      | 河合村                      | 河合村                    | 河合村                     | 昭和30年2月1日 岡崎市に編入          | 岡崎市                      | 岡崎市 |
| 友久村                  |                         | 秦梨村       | 河合村                      | 河合村                       | 河合村                       | 河合村                      | 河合村                      | 河合村                    | 河合村                     | 昭和30年2月1日 岡崎市に編入          | 岡崎市                      | 岡崎市 |
| 切越村                  |                         |              | 河合村                      | 河合村                       | 河合村                       | 河合村                      | 河合村                      | 河合村                    | 河合村                     | 昭和30年2月1日 岡崎市に編入          | 岡崎市                      | 岡崎市 |
| 蓬生村                  |                         |              | 河合村                      | 河合村                       | 河合村                       | 河合村                      | 河合村                      | 河合村                    | 河合村                     | 昭和30年2月1日 岡崎市に編入          | 岡崎市                      | 岡崎市 |
| 須淵村                  |                         |              | 河合村                      | 河合村                       | 河合村                       | 河合村                      | 河合村                      | 河合村                    | 河合村                     | 昭和30年2月1日 岡崎市に編入          | 岡崎市                      | 岡崎市 |
| 岩戸村                  |                         |              | 河合村                      | 河合村                       | 河合村                       | 河合村                      | 河合村                      | 河合村                    | 河合村                     | 昭和30年2月1日 岡崎市に編入          | 岡崎市                      | 岡崎市 |
| 茅原沢村                |                         |              | 河合村                      | 河合村                       | 河合村                       | 河合村                      | 河合村                      | 河合村                    | 河合村                     | 昭和30年2月1日 岡崎市に編入          | 岡崎市                      | 岡崎市 |
| 古部村                  |                         |              | 河合村                      | 河合村                       | 河合村                       | 河合村                      | 河合村                      | 河合村                    | 河合村                     | 昭和30年2月1日 岡崎市に編入          | 岡崎市                      | 岡崎市 |
| 生平村                  |                         |              | 河合村                      | 河合村                       | 河合村                       | 河合村                      | 河合村                      | 河合村                    | 河合村                     | 昭和30年2月1日 岡崎市に編入          | 岡崎市                      | 岡崎市 |
| 羽栗村                  | 羽栗村                  | 羽栗村       | 山中村                      | 山中村                       | 山中村                       | 山中村                      | 山中村                      | 山中村                    | 山中村                     | 昭和30年2月1日 岡崎市に編入          | 岡崎市                      | 岡崎市 |
| 池金村                  |                         |              | 山中村                      | 山中村                       | 山中村                       | 山中村                      | 山中村                      | 山中村                    | 山中村                     | 昭和30年2月1日 岡崎市に編入          | 岡崎市                      | 岡崎市 |
| 舞木村                  |                         |              | 山中村                      | 山中村                       | 山中村                       | 山中村                      | 山中村                      | 山中村                    | 山中村                     | 昭和30年2月1日 岡崎市に編入          | 岡崎市                      | 岡崎市 |
| 山綱村                  |                         |              | 山中村                      | 山中村                       | 山中村                       | 山中村                      | 山中村                      | 山中村                    | 山中村                     | 昭和30年2月1日 岡崎市に編入          | 岡崎市                      | 岡崎市 |
| 藤川村                  | 藤川村                  | 藤川村       | 藤川村                      | 藤川村                       | 藤川村                       | 藤川村                      | 藤川村                      | 藤川村                    | 藤川村                     | 昭和30年2月1日 岡崎市に編入          | 岡崎市                      | 岡崎市 |
| 市場村                  |                         | 藤川村       | 藤川村                      | 藤川村                       | 藤川村                       | 藤川村                      | 藤川村                      | 藤川村                    | 藤川村                     | 昭和30年2月1日 岡崎市に編入          | 岡崎市                      | 岡崎市 |
| 蓑川村                  |                         | 藤川村       | 藤川村                      | 藤川村                       | 藤川村                       | 藤川村                      | 藤川村                      | 藤川村                    | 藤川村                     | 昭和30年2月1日 岡崎市に編入          | 岡崎市                      | 岡崎市 |
| 柳田村                  | 柳田村                  | 桜形村       | 形埜村                      | 形埜村                       | 形埜村                       | 形埜村                      | 形埜村                      | 形埜村                    | 形埜村                     | 昭和31年9月30日 合併 額田町          | 平成18年1月1日 岡崎市に編入 | 岡崎市 |
| 名ノ内村                |                         | 桜形村       | 形埜村                      | 形埜村                       | 形埜村                       | 形埜村                      | 形埜村                      | 形埜村                    | 形埜村                     | 昭和31年9月30日 合併 額田町          | 平成18年1月1日 岡崎市に編入 | 岡崎市 |
| 麻生村                  |                         | 桜形村       | 形埜村                      | 形埜村                       | 形埜村                       | 形埜村                      | 形埜村                      | 形埜村                    | 形埜村                     | 昭和31年9月30日 合併 額田町          | 平成18年1月1日 岡崎市に編入 | 岡崎市 |
| 鍛治屋村                | 鍛治屋村                | 鍛埜村       | 形埜村                      | 形埜村                       | 形埜村                       | 形埜村                      | 形埜村                      | 形埜村                    | 形埜村                     | 昭和31年9月30日 合併 額田町          | 平成18年1月1日 岡崎市に編入 | 岡崎市 |
| 大林村                  |                         | 鍛埜村       | 形埜村                      | 形埜村                       | 形埜村                       | 形埜村                      | 形埜村                      | 形埜村                    | 形埜村                     | 昭和31年9月30日 合併 額田町          | 平成18年1月1日 岡崎市に編入 | 岡崎市 |
| 土村                    |                         | 鍛埜村       | 形埜村                      | 形埜村                       | 形埜村                       | 形埜村                      | 形埜村                      | 形埜村                    | 形埜村                     | 昭和31年9月30日 合併 額田町          | 平成18年1月1日 岡崎市に編入 | 岡崎市 |
| 南須山村                | 南須山村                | 南大須村     | 形埜村                      | 形埜村                       | 形埜村                       | 形埜村                      | 形埜村                      | 形埜村                    | 形埜村                     | 昭和31年9月30日 合併 額田町          | 平成18年1月1日 岡崎市に編入 | 岡崎市 |
| 大山村                  |                         | 南大須村     | 形埜村                      | 形埜村                       | 形埜村                       | 形埜村                      | 形埜村                      | 形埜村                    | 形埜村                     | 昭和31年9月30日 合併 額田町          | 平成18年1月1日 岡崎市に編入 | 岡崎市 |
| 大河村                  | 大河村                  | 大高味村     | 形埜村                      | 形埜村                       | 形埜村                       | 形埜村                      | 形埜村                      | 形埜村                    | 形埜村                     | 昭和31年9月30日 合併 額田町          | 平成18年1月1日 岡崎市に編入 | 岡崎市 |
| 高薄村                  |                         | 大高味村     | 形埜村                      | 形埜村                       | 形埜村                       | 形埜村                      | 形埜村                      | 形埜村                    | 形埜村                     | 昭和31年9月30日 合併 額田町          | 平成18年1月1日 岡崎市に編入 | 岡崎市 |
| 法味村                  |                         | 大高味村     | 形埜村                      | 形埜村                       | 形埜村                       | 形埜村                      | 形埜村                      | 形埜村                    | 形埜村                     | 昭和31年9月30日 合併 額田町          | 平成18年1月1日 岡崎市に編入 | 岡崎市 |
| 笠井村                  | 笠井村                  | 井沢村       | 形埜村                      | 形埜村                       | 形埜村                       | 形埜村                      | 形埜村                      | 形埜村                    | 形埜村                     | 昭和31年9月30日 合併 額田町          | 平成18年1月1日 岡崎市に編入 | 岡崎市 |
| 竹沢連村                |                         | 井沢村       | 形埜村                      | 形埜村                       | 形埜村                       | 形埜村                      | 形埜村                      | 形埜村                    | 形埜村                     | 昭和31年9月30日 合併 額田町          | 平成18年1月1日 岡崎市に編入 | 岡崎市 |
| 上毛呂村                | 上毛呂村                | 毛呂村       | 形埜村                      | 形埜村                       | 形埜村                       | 形埜村                      | 形埜村                      | 形埜村                    | 形埜村                     | 昭和31年9月30日 合併 額田町          | 平成18年1月1日 岡崎市に編入 | 岡崎市 |
| 下毛呂村                |                         | 毛呂村       | 形埜村                      | 形埜村                       | 形埜村                       | 形埜村                      | 形埜村                      | 形埜村                    | 形埜村                     | 昭和31年9月30日 合併 額田町          | 平成18年1月1日 岡崎市に編入 | 岡崎市 |
| 小楠村                  | 小楠村                  | 小久田村     | 形埜村                      | 形埜村                       | 形埜村                       | 形埜村                      | 形埜村                      | 形埜村                    | 形埜村                     | 昭和31年9月30日 合併 額田町          | 平成18年1月1日 岡崎市に編入 | 岡崎市 |
| 桃ケ久保村              |                         | 小久田村     | 形埜村                      | 形埜村                       | 形埜村                       | 形埜村                      | 形埜村                      | 形埜村                    | 形埜村                     | 昭和31年9月30日 合併 額田町          | 平成18年1月1日 岡崎市に編入 | 岡崎市 |
| 赤田和村                |                         | 小久田村     | 形埜村                      | 形埜村                       | 形埜村                       | 形埜村                      | 形埜村                      | 形埜村                    | 形埜村                     | 昭和31年9月30日 合併 額田町          | 平成18年1月1日 岡崎市に編入 | 岡崎市 |
| 切山村                  |                         |              | 形埜村                      | 形埜村                       | 形埜村                       | 形埜村                      | 形埜村                      | 形埜村                    | 形埜村                     | 昭和31年9月30日 合併 額田町          | 平成18年1月1日 岡崎市に編入 | 岡崎市 |
| 亀穴村                  | 亀穴村                  | 亀穴村       | 宮崎村                      | 下山村                       | 宮崎村                       | 宮崎村                      | 宮崎村                      | 宮崎村                    | 宮崎村                     | 昭和31年9月30日 合併 額田町          | 平成18年1月1日 岡崎市に編入 | 岡崎市 |
| 石原村                  |                         |              | 宮崎村                      | 下山村                       | 宮崎村                       | 宮崎村                      | 宮崎村                      | 宮崎村                    | 宮崎村                     | 昭和31年9月30日 合併 額田町          | 平成18年1月1日 岡崎市に編入 | 岡崎市 |
| 明見村                  |                         |              | 宮崎村                      | 下山村                       | 宮崎村                       | 宮崎村                      | 宮崎村                      | 宮崎村                    | 宮崎村                     | 昭和31年9月30日 合併 額田町          | 平成18年1月1日 岡崎市に編入 | 岡崎市 |
| 中金村                  |                         |              | 宮崎村                      | 下山村                       | 宮崎村                       | 宮崎村                      | 宮崎村                      | 宮崎村                    | 宮崎村                     | 昭和31年9月30日 合併 額田町          | 平成18年1月1日 岡崎市に編入 | 岡崎市 |
| 大代村                  |                         |              | 宮崎村                      | 下山村                       | 宮崎村                       | 宮崎村                      | 宮崎村                      | 宮崎村                    | 宮崎村                     | 昭和31年9月30日 合併 額田町          | 平成18年1月1日 岡崎市に編入 | 岡崎市 |
| 雨山村                  |                         |              | 宮崎村                      | 下山村                       | 宮崎村                       | 宮崎村                      | 宮崎村                      | 宮崎村                    | 宮崎村                     | 昭和31年9月30日 合併 額田町          | 平成18年1月1日 岡崎市に編入 | 岡崎市 |
| 河辺村                  | 河辺村                  | 河原村       | 宮崎村                      | 下山村                       | 宮崎村                       | 宮崎村                      | 宮崎村                      | 宮崎村                    | 宮崎村                     | 昭和31年9月30日 合併 額田町          | 平成18年1月1日 岡崎市に編入 | 岡崎市 |
| 栃原村                  |                         | 河原村       | 宮崎村                      | 下山村                       | 宮崎村                       | 宮崎村                      | 宮崎村                      | 宮崎村                    | 宮崎村                     | 昭和31年9月30日 合併 額田町          | 平成18年1月1日 岡崎市に編入 | 岡崎市 |
| 千万町村                | 千万町村                | 千万町村     | 巴山村                      | 明治23年12月17日 改称 栄枝村 | 明治39年5月1日 宮崎村に編入  | 宮崎村                      | 宮崎村                      | 宮崎村                    | 宮崎村                     | 昭和31年9月30日 合併 額田町          | 平成18年1月1日 岡崎市に編入 | 岡崎市 |
| 木下村                  |                         |              | 巴山村                      | 明治23年12月17日 改称 栄枝村 | 明治39年5月1日 宮崎村に編入  | 宮崎村                      | 宮崎村                      | 宮崎村                    | 宮崎村                     | 昭和31年9月30日 合併 額田町          | 平成18年1月1日 岡崎市に編入 | 岡崎市 |
| 柿平村                  | 柿平村                  | 夏山村       | 巴山村                      | 明治23年12月17日 改称 栄枝村 | 明治39年5月1日 合併 豊富村   | 明治39年5月1日 合併 豊富村  | 豊富村                      | 豊富村                    | 豊富村                     | 昭和31年9月30日 合併 額田町          | 平成18年1月1日 岡崎市に編入 | 岡崎市 |
| 井ノ口村                |                         | 夏山村       | 巴山村                      | 明治23年12月17日 改称 栄枝村 | 明治39年5月1日 合併 豊富村   | 明治39年5月1日 合併 豊富村  | 豊富村                      | 豊富村                    | 豊富村                     | 昭和31年9月30日 合併 額田町          | 平成18年1月1日 岡崎市に編入 | 岡崎市 |
| 平針村                  |                         | 夏山村       | 巴山村                      | 明治23年12月17日 改称 栄枝村 | 明治39年5月1日 合併 豊富村   | 明治39年5月1日 合併 豊富村  | 豊富村                      | 豊富村                    | 豊富村                     | 昭和31年9月30日 合併 額田町          | 平成18年1月1日 岡崎市に編入 | 岡崎市 |
| 鬼沢村                  |                         | 夏山村       | 巴山村                      | 明治23年12月17日 改称 栄枝村 | 明治39年5月1日 合併 豊富村   | 明治39年5月1日 合併 豊富村  | 豊富村                      | 豊富村                    | 豊富村                     | 昭和31年9月30日 合併 額田町          | 平成18年1月1日 岡崎市に編入 | 岡崎市 |
| 寺平村                  |                         | 夏山村       | 巴山村                      | 明治23年12月17日 改称 栄枝村 | 明治39年5月1日 合併 豊富村   | 明治39年5月1日 合併 豊富村  | 豊富村                      | 豊富村                    | 豊富村                     | 昭和31年9月30日 合併 額田町          | 平成18年1月1日 岡崎市に編入 | 岡崎市 |
| 寺野村                  |                         | 夏山村       | 巴山村                      | 明治23年12月17日 改称 栄枝村 | 明治39年5月1日 合併 豊富村   | 明治39年5月1日 合併 豊富村  | 豊富村                      | 豊富村                    | 豊富村                     | 昭和31年9月30日 合併 額田町          | 平成18年1月1日 岡崎市に編入 | 岡崎市 |
| 樫山村                  | 樫山村                  | 樫山村       | 豊岡村                      | 豊岡村                       | 明治39年5月1日 合併 豊富村   | 明治39年5月1日 合併 豊富村  | 豊富村                      | 豊富村                    | 豊富村                     | 昭和31年9月30日 合併 額田町          | 平成18年1月1日 岡崎市に編入 | 岡崎市 |
| 桜井寺村                |                         |              | 豊岡村                      | 豊岡村                       | 明治39年5月1日 合併 豊富村   | 明治39年5月1日 合併 豊富村  | 豊富村                      | 豊富村                    | 豊富村                     | 昭和31年9月30日 合併 額田町          | 平成18年1月1日 岡崎市に編入 | 岡崎市 |
| 牧平村                  |                         |              | 豊岡村                      | 豊岡村                       | 明治39年5月1日 合併 豊富村   | 明治39年5月1日 合併 豊富村  | 豊富村                      | 豊富村                    | 豊富村                     | 昭和31年9月30日 合併 額田町          | 平成18年1月1日 岡崎市に編入 | 岡崎市 |
| 鹿勝川村                |                         |              | 豊岡村                      | 豊岡村                       | 明治39年5月1日 合併 豊富村   | 明治39年5月1日 合併 豊富村  | 豊富村                      | 豊富村                    | 豊富村                     | 昭和31年9月30日 合併 額田町          | 平成18年1月1日 岡崎市に編入 | 岡崎市 |
| 下衣文村                |                         |              | 豊岡村                      | 豊岡村                       | 明治39年5月1日 合併 豊富村   | 明治39年5月1日 合併 豊富村  | 豊富村                      | 豊富村                    | 豊富村                     | 昭和31年9月30日 合併 額田町          | 平成18年1月1日 岡崎市に編入 | 岡崎市 |
| 細野村                  | 細野村                  | 細光村       | 高富村                      | 高富村                       | 明治39年5月1日 合併 豊富村   | 明治39年5月1日 合併 豊富村  | 豊富村                      | 豊富村                    | 豊富村                     | 昭和31年9月30日 合併 額田町          | 平成18年1月1日 岡崎市に編入 | 岡崎市 |
| 光久村                  |                         | 細光村       | 高富村                      | 高富村                       | 明治39年5月1日 合併 豊富村   | 明治39年5月1日 合併 豊富村  | 豊富村                      | 豊富村                    | 豊富村                     | 昭和31年9月30日 合併 額田町          | 平成18年1月1日 岡崎市に編入 | 岡崎市 |
| 片寄村                  |                         |              | 高富村                      | 高富村                       | 明治39年5月1日 合併 豊富村   | 明治39年5月1日 合併 豊富村  | 豊富村                      | 豊富村                    | 豊富村                     | 昭和31年9月30日 合併 額田町          | 平成18年1月1日 岡崎市に編入 | 岡崎市 |
| 滝尻村                  |                         |              | 高富村                      | 高富村                       | 明治39年5月1日 合併 豊富村   | 明治39年5月1日 合併 豊富村  | 豊富村                      | 豊富村                    | 豊富村                     | 昭和31年9月30日 合併 額田町          | 平成18年1月1日 岡崎市に編入 | 岡崎市 |
| 淡淵村                  |                         |              | 高富村                      | 高富村                       | 明治39年5月1日 合併 豊富村   | 明治39年5月1日 合併 豊富村  | 豊富村                      | 豊富村                    | 豊富村                     | 昭和31年9月30日 合併 額田町          | 平成18年1月1日 岡崎市に編入 | 岡崎市 |
| 鳥川村                  |                         |              | 高富村                      | 高富村                       | 明治39年5月1日 合併 豊富村   | 明治39年5月1日 合併 豊富村  | 豊富村                      | 豊富村                    | 豊富村                     | 昭和31年9月30日 合併 額田町          | 平成18年1月1日 岡崎市に編入 | 岡崎市 |
| 保久村                  | 保久村                  | 保久村       | 下山村                      | 下山村                       | 下山村                       | 下山村                      | 下山村                      | 下山村                    | 下山村                     | 昭和31年9月30日 合併 額田町          | 平成18年1月1日 岡崎市に編入 | 岡崎市 |
| 中保久村                | 中保久村                | 中伊村       | 下山村                      | 下山村                       | 下山村                       | 下山村                      | 下山村                      | 下山村                    | 下山村                     | 昭和31年9月30日 合併 額田町          | 平成18年1月1日 岡崎市に編入 | 岡崎市 |
| 伊賀谷村                |                         | 中伊村       | 下山村                      | 下山村                       | 下山村                       | 下山村                      | 下山村                      | 下山村                    | 下山村                     | 昭和31年9月30日 合併 額田町          | 平成18年1月1日 岡崎市に編入 | 岡崎市 |
| 外山村                  |                         |              | 下山村                      | 下山村                       | 下山村                       | 下山村                      | 下山村                      | 下山村                    | 下山村                     | 昭和31年9月30日 合併 額田町          | 平成18年1月1日 岡崎市に編入 | 岡崎市 |
| 一色村                  |                         |              | 下山村                      | 下山村                       | 下山村                       | 下山村                      | 下山村                      | 下山村                    | 下山村                     | 昭和31年9月30日 合併 額田町          | 平成18年1月1日 岡崎市に編入 | 岡崎市 |
| 冨尾村                  |                         |              | 下山村                      | 下山村                       | 下山村                       | 下山村                      | 下山村                      | 下山村                    | 下山村                     | 昭和31年9月30日 合併 額田町          | 平成18年1月1日 岡崎市に編入 | 岡崎市 |
| 上田代村                | 上田代村                | 田折村       | 下山村                      | 下山村                       | 下山村                       | 下山村                      | 下山村                      | 下山村                    | 下山村                     | 昭和31年9月30日 東加茂郡下山村に編入 | 平成17年4月1日 豊田市に編入 | 豊田市 |
| 折地村                  |                         | 田折村       | 下山村                      | 下山村                       | 下山村                       | 下山村                      | 下山村                      | 下山村                    | 下山村                     | 昭和31年9月30日 東加茂郡下山村に編入 | 平成17年4月1日 豊田市に編入 | 豊田市 |
| 田代村                  |                         |              | 下山村                      | 下山村                       | 下山村                       | 下山村                      | 下山村                      | 下山村                    | 下山村                     | 昭和31年9月30日 東加茂郡下山村に編入 | 平成17年4月1日 豊田市に編入 | 豊田市 |
| 蕪木村                  |                         |              | 下山村                      | 下山村                       | 下山村                       | 下山村                      | 下山村                      | 下山村                    | 下山村                     | 昭和31年9月30日 東加茂郡下山村に編入 | 平成17年4月1日 豊田市に編入 | 豊田市 |
| 蘭村                    |                         |              | 下山村                      | 下山村                       | 下山村                       | 下山村                      | 下山村                      | 下山村                    | 下山村                     | 昭和31年9月30日 東加茂郡下山村に編入 | 平成17年4月1日 豊田市に編入 | 豊田市 |
| 坂崎村                  | 坂崎村                  | 坂崎村       | 坂崎村                      | 坂崎村                       | 明治39年5月1日 合併 広田村   | 明治41年7月28日 改称 幸田村 | 幸田村                      | 幸田村                    | 昭和27年4月1日 町制 幸田町 | 昭和29年8月1日 合併 額田郡幸田町     | 幸田町                      | 幸田町 |
| 深構村                  | 深構村                  | 深構村       | 深溝村                      | 深溝村                       | 明治39年5月1日 合併 広田村   | 明治41年7月28日 改称 幸田村 | 幸田村                      | 幸田村                    | 昭和27年4月1日 町制 幸田町 | 昭和29年8月1日 合併 額田郡幸田町     | 幸田町                      | 幸田町 |
| 大草村                  | 大草村                  | 大草村       | 相見村                      | 相見村                       | 明治39年5月1日 合併 広田村   | 明治41年7月28日 改称 幸田村 | 幸田村                      | 幸田村                    | 昭和27年4月1日 町制 幸田町 | 昭和29年8月1日 合併 額田郡幸田町     | 幸田町                      | 幸田町 |
| 北鷲田村                |                         |              | 相見村                      | 相見村                       | 明治39年5月1日 合併 広田村   | 明治41年7月28日 改称 幸田村 | 幸田村                      | 幸田村                    | 昭和27年4月1日 町制 幸田町 | 昭和29年8月1日 合併 額田郡幸田町     | 幸田町                      | 幸田町 |
| 鷲田村                  | 鷲田村                  | 菱池村       | 相見村                      | 相見村                       | 明治39年5月1日 合併 広田村   | 明治41年7月28日 改称 幸田村 | 幸田村                      | 幸田村                    | 昭和27年4月1日 町制 幸田町 | 昭和29年8月1日 合併 額田郡幸田町     | 幸田町                      | 幸田町 |
| 岩堀村                  |                         | 菱池村       | 相見村                      | 相見村                       | 明治39年5月1日 合併 広田村   | 明治41年7月28日 改称 幸田村 | 幸田村                      | 幸田村                    | 昭和27年4月1日 町制 幸田町 | 昭和29年8月1日 合併 額田郡幸田町     | 幸田町                      | 幸田町 |
| 西脇村                  |                         | 菱池村       | 相見村                      | 相見村                       | 明治39年5月1日 合併 広田村   | 明治41年7月28日 改称 幸田村 | 幸田村                      | 幸田村                    | 昭和27年4月1日 町制 幸田町 | 昭和29年8月1日 合併 額田郡幸田町     | 幸田町                      | 幸田町 |
| 横落村                  |                         |              | 相見村                      | 相見村                       | 明治39年5月1日 合併 広田村   | 明治41年7月28日 改称 幸田村 | 幸田村                      | 幸田村                    | 昭和27年4月1日 町制 幸田町 | 昭和29年8月1日 合併 額田郡幸田町     | 幸田町                      | 幸田町 |
| 高力村                  |                         |              | 相見村                      | 相見村                       | 明治39年5月1日 合併 広田村   | 明治41年7月28日 改称 幸田村 | 幸田村                      | 幸田村                    | 昭和27年4月1日 町制 幸田町 | 昭和29年8月1日 合併 額田郡幸田町     | 幸田町                      | 幸田町 |
| 幡 豆 郡                | 桐山村                  | 桐山村       | 豊国村                      | 豊国村                       | 明治39年5月1日 合併 豊坂村   | 明治39年5月1日 合併 豊坂村  | 豊坂村                      | 豊坂村                    | 豊坂村                     | 昭和29年8月1日 合併 額田郡幸田町     | 幸田町                      | 幸田町 |
| 幡 豆 郡                | 逆川村                  |              | 豊国村                      | 豊国村                       | 明治39年5月1日 合併 豊坂村   | 明治39年5月1日 合併 豊坂村  | 豊坂村                      | 豊坂村                    | 豊坂村                     | 昭和29年8月1日 合併 額田郡幸田町     | 幸田町                      | 幸田町 |
| 幡 豆 郡                | 上六栗村                |              | 豊国村                      | 豊国村                       | 明治39年5月1日 合併 豊坂村   | 明治39年5月1日 合併 豊坂村  | 豊坂村                      | 豊坂村                    | 豊坂村                     | 昭和29年8月1日 合併 額田郡幸田町     | 幸田町                      | 幸田町 |
| 幡 豆 郡                | 六栗村                  | 六栗村       | 松坂村                      | 松坂村                       | 明治39年5月1日 合併 豊坂村   | 明治39年5月1日 合併 豊坂村  | 豊坂村                      | 豊坂村                    | 豊坂村                     | 昭和29年8月1日 合併 額田郡幸田町     | 幸田町                      | 幸田町 |
| 幡 豆 郡                | 永井村                  | 永野村       | 松坂村                      | 松坂村                       | 明治39年5月1日 合併 豊坂村   | 明治39年5月1日 合併 豊坂村  | 豊坂村                      | 豊坂村                    | 豊坂村                     | 昭和29年8月1日 合併 額田郡幸田町     | 幸田町                      | 幸田町 |
| 幡 豆 郡                | 野崎村                  | 永野村       | 松坂村                      | 松坂村                       | 明治39年5月1日 合併 豊坂村   | 明治39年5月1日 合併 豊坂村  | 豊坂村                      | 豊坂村                    | 豊坂村                     | 昭和29年8月1日 合併 額田郡幸田町     | 幸田町                      | 幸田町 |
| 幡 豆 郡                | 須美村                  |              | 松坂村                      | 松坂村                       | 明治39年5月1日 合併 豊坂村   | 明治39年5月1日 合併 豊坂村  | 豊坂村                      | 豊坂村                    | 豊坂村                     | 昭和29年8月1日 合併 額田郡幸田町     | 幸田町                      | 幸田町 |
| 幡 豆 郡                | 野場村                  |              | 松坂村                      | 松坂村                       | 明治39年5月1日 合併 豊坂村   | 明治39年5月1日 合併 豊坂村  | 豊坂村                      | 豊坂村                    | 豊坂村                     | 昭和29年8月1日 合併 額田郡幸田町     | 幸田町                      | 幸田町 |

## 行政
歴代郡長
| 代 | 氏名 | 就任年月日                 | 退任年月日                | 備考                   |
| -- | ---- | -------------------------- | ------------------------- | ---------------------- |
| 1  |      | 明治11年（1878年）12月20日 |                           |                        |
|    |      |                            | 大正15年（1926年）6月30日 | 郡役所廃止により、廃官 |